# Dipterocarpus grandiflorus
Dipterocarpus grandiflorus är en tvåhjärtbladig växtart som först beskrevs av Francisco Manuel Blanco, och fick sitt nu gällande namn av Francisco Manuel Blanco. Dipterocarpus grandiflorus ingår i släktet Dipterocarpus och familjen Dipterocarpaceae. Inga underarter finns listade i Catalogue of Life.

## Bildgalleri

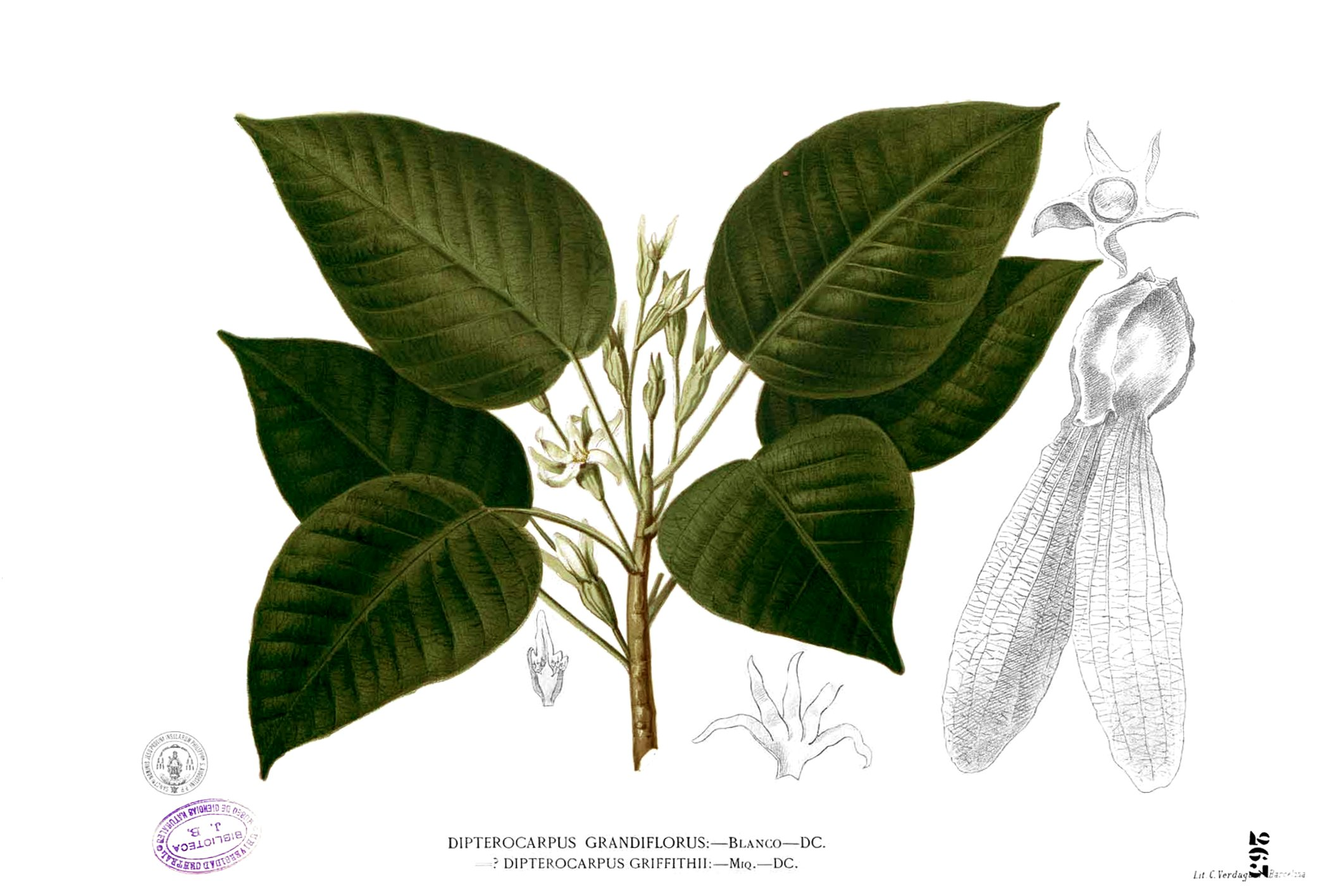